# Bobrowce (rejon brzeski)
Bobrowce (biał. Баброўцы, ros. Бобровцы) – wieś w obwodzie brzeskim w rejonie brzeskim, w składzie sielsowietu motykalskiego Białorusi, położona między Skokami a Tucheniczami, na północ od Brześcia i przez rzekę Leśną granicząca z miastem.
W XIX w. wieś znajdowała się w gminie Motykały w powiecie brzeskim guberni grodzieńskiej. 
W latach 1921–1939 Bobrowce należały do gminy Motykały w granicach II Rzeczypospolitej, w woj. poleskim w pow. brzeskim. Według wyników spisu powszechnego z 1921 r. była to wieś licząca 12 domów. Mieszkało tu 97 osób: 55 mężczyzn, 42 kobiety. Pod względem wyznania żyło tu 37 rzymskich katolików, 60 prawosławnych. 62 mieszkańców deklarowało narodowość polską, a 35 białoruską.
Po II wojnie światowej w granicach ZSRR i od 1991 r. w niepodległej Białorusi. 